# Sakiapa
Sakiapa (Pithecia pithecia) är en primat som förekommer i nordöstra Sydamerika. Trots namnet räknas den inte till släktet sakier (Chiropotes) utan till släktet plymsvansapor.

## Utseende och anatomi
Sakiapan når en kroppslängd mellan 30 och 48 cm och därtill kommer ungefär en lika lång yvig svans. Vikten varierar mellan 1,5 och 1,8 kg och hannar är något större än honor. De bakre extremiteterna är tydlig längre än de främre och svansen används inte som gripverktyg. Pälsens färgsättning är beroende på kön. Hannar har huvudsakligen en svartaktig päls men ansiktet och hakan är vita till rödaktiga och står i tydlig kontrast till övriga pälsen. Honor har nästan på hela kroppen en gråsvart päls, det finns bara två ljusare strimmor från ögonen till mungiporna. Den gråa nosen är hos båda kön nästan naken.

## Utbredning
Artens utbredningsområde ligger i norra delen av Amazonområdet och sträcker sig över östra Venezuela, Guyana, Surinam, Franska Guyana och nordöstra Brasilien.

## Ekologi
Sakiapans habitat utgörs av skogar. Den är vanligast i låglandsregnskog, men förekommer även i skogstäckta bergstrakter.
Arten är främst dagaktiv och vistas vanligen i träd. Den går oftast på fyra fötter över grenar eller klättrar på lodräta stammar. Dessutom kan den göra långa hopp med hjälp av sina långa bakben. Sakiapan bildar mindre flockar som troligen består av ett monogamt par och deras ungar. Varje grupp har ett revir som är fyra till tio hektar stort.
Födan utgörs främst av frön och frukter, dessutom äter de andra växtdelar och insekter.
Efter 163 till 176 dagars dräktighet, det vill säga ungefär fem och en halv månader, föder honan oftast en enda unge. Det är honan som främst tar hand om ungen. De äldsta individerna i fångenskap har blivit omkring 35 år gamla och livslängden i naturen uppskattas till 15 och 20 år.

## Status och hot
Arten listas i appendix II hos CITES. I sakiapans levnadsområde finns flera naturskyddsområden varför IUCN kategoriserar arten som livskraftig (LC).